# 伊拉克利·加里巴什维利
伊拉克利·加里巴什维利（1982年6月28日—）是一名格鲁吉亚政治家、商人，现任格鲁吉亚梦想—民主格鲁吉亚党主席，曾两度担任格鲁吉亚总理。

## 简历
他于2012年10月25日被格鲁吉亚总理比济纳·伊万尼什维利任命为格鲁吉亚内务部长。2012年11月，加里巴什维利上台后，格鲁吉亚内务部逮捕了多名前政府高官，其中包括前任部长巴恰纳·阿哈拉亚。
2013年11月20日格魯吉亞總統大選後，格奥尔基·马尔格韦拉什维利提名他出任總理，是全世界最年輕的總理之一。2018年曾任中國華信能源有限公司顧問。2021年格奧爾基·加哈里亞辭職後，國會最大黨格鲁吉亚梦想選任加里巴什維利再任總理。

## 家庭
加里巴什维利与妻子努努卡（Nunuka Tamazashvili，生于1983年）有三个儿子。其岳父塔马兹·塔马萨什维利（Tamaz Tamazashvili）是一名前警察将领，2011年10月非法携带和保持武器和炸药的罪名的罪名被捕，加里巴什维利声称逮捕是出于政治动机。2012年10月格鲁吉亚梦想成为执政党后，塔马萨什维利从监狱中被释放。